# Overpelt
Overpelt è un comune belga di 13 581 abitanti, situato nella provincia fiamminga del Limburgo belga.

## Toponomastica
Overpelt venne menzionato per la prima volta nell'815 come Palethe , in seguito scritto come Pelthe e Peelt . Deriva dal latino "palus'", che significa palude. L'attuale villaggio di Overpelt ha avuto origine dalla "regola o fondo pastorale" (herdgang) di Dorp-Hasselt. In questo caso, Hasselt è un derivato di  "hazelaar" che significa nocciolo .